# Avgud

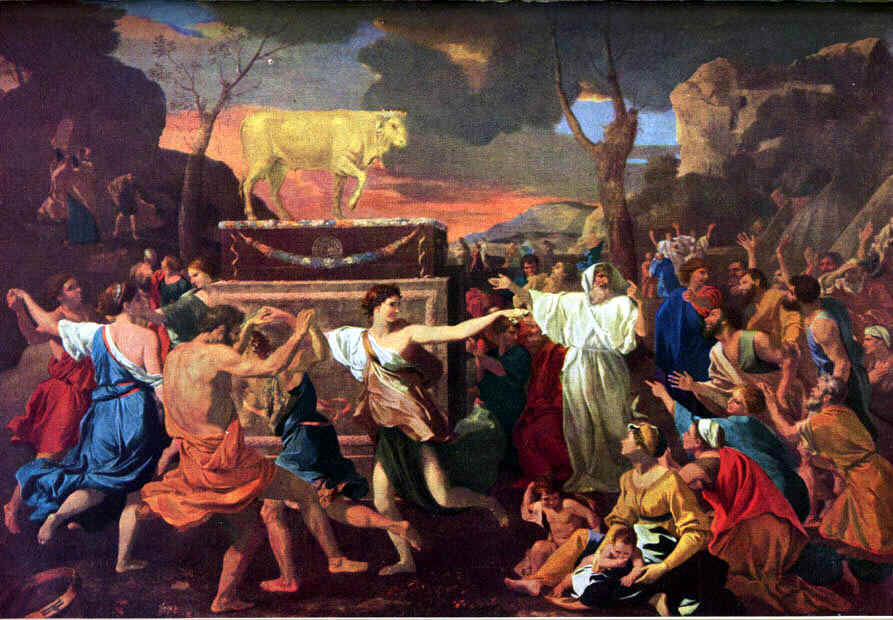
Exempel på avgudadyrkan: Tillbedjan av guldkalven, målning av Nicolas Poussin.

Avgud kallas en gud som står i motsats till den ende gud som anses sann i en monoteistisk religion. "Avgud" har förr använts i nedsättande syfte om gudomligheterna i en annan religion än den egna, i synnerhet om dessa tar sig konkret form av statyer, till exempel om guldkalven i Gamla testamentet eller om gudabilderna i det förkristna Sverige. Ordet kan också ha en mer bildlig innebörd och syfta på sådant som kommer att ta över Guds plats i en människas liv, till exempel pengar, karriär, alkohol eller droger. Enligt judisk och kristen antitrinitarisk teologi och enligt islam har de trinitariska kristna gjort Jesus till en avgud, då i motsats till Jahve (JHVH) eller Allah.
Det första av de tio budorden i Bibeln lyder "Du skall inte ha andra gudar vid sidan av mig." Många gånger under seklernas lopp lämnade dock israeliterna Herren och började dyrka andra gudar. Avgudadyrkan var en vanlig synd som profeterna många gånger varnade för i sin förkunnelse. Ett exempel:
"Och Israels barn gjorde det som var ont i HERRENS ögon och tjänade baalerna. De övergav HERREN, sina fäders Gud, som hade fört dem ut ur Egyptens land, och följde andra gudar, gudarna hos de folk som bodde omkring dem. Dem tillbad de och väckte därmed HERRENS vrede. Så övergav de HERREN och tjänade Baal och astarterna." (Dom 2:11-13)
Andra avgudar som nämns i Gamla testamentet är bl.a. El och Beelzebub. I äldre svenska bibelöversättningar används begreppet beläte för avgudabild.